# SN 2004el
SN 2004el – supernowa typu II odkryta 14 września 2004 roku w galaktyce M+09-25-04. W momencie odkrycia miała maksymalną jasność 16,80m.